# Chráněná označení Evropské unie

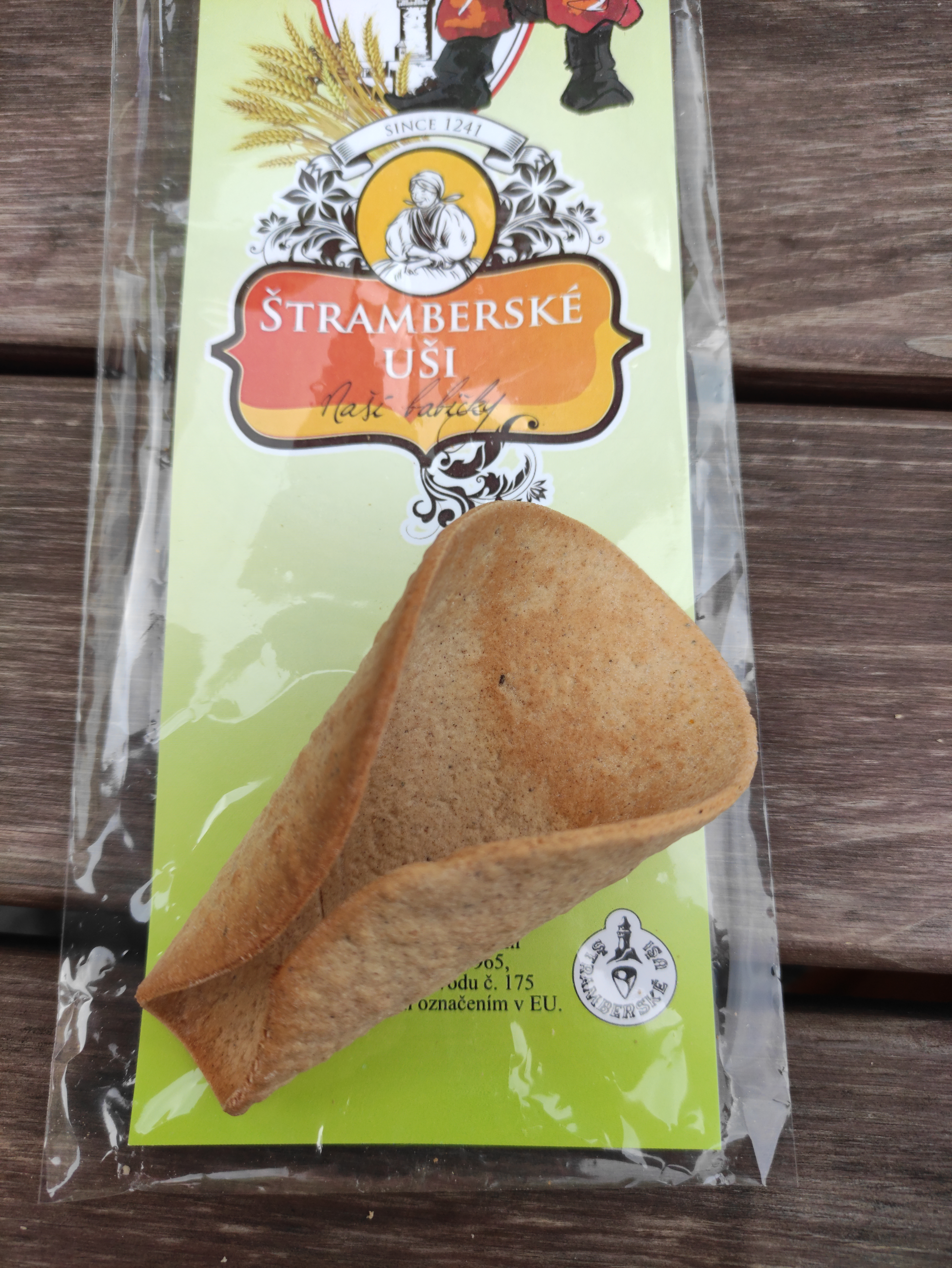
Štramberské uši

Chráněná označení EU je systém tří označení s příslušnými logy Evropské unie určených k ochraně a propagaci jmen kvalitních zemědělských výrobků a produktů.

## Chráněné označení původu (CHOP)
Jakost a vlastnosti produktu jsou zásadně nebo výlučně dány konkrétním zeměpisným prostředím s jemu vlastními přírodními a lidskými činiteli a který se vyrábí, zpracovává a připravuje v určité zeměpisné oblasti.
Chráněné označení původu (CHPO, Protected designation of origin – PDO) mají zaregistrováno tyto produkty z Česka:
Vinařské:
- Čechy (Litoměřická, Mělnická)
- Morava (Velkopavlovická, Znojemská, Mikulovská, Slovácká)
- Šobes, Znojmo, Novosedelské slámové víno

Ostatní
- Žatecký chmel (Žatec)
- Pohořelický kapr (Pohořelice)
- Nošovické kysané zelí (Nošovice)
- Český kmín
- Chamomilla bohemica (Heřmánek pravý)
- Všestarská cibule (Všestary)

## Chráněné zeměpisné označení (CHZO)
Tento název identifikuje produkt pocházející
z určitého místa či oblasti, jehož jakost, pověst nebo jiné vlastnosti lze přičíst především jeho zeměpisnému původu a u něhož alespoň jedna z fází produkce probíhá ve vymezené zeměpisné oblasti.
Chráněné zeměpisné označení (CHZO, Protected geographical indication – PGI): z České republiky je zaregistrováno 24 produktů:
- Českobudějovické pivo
- Budějovický měšťanský var
- Budějovické pivo
- Štramberské uši
- Karlovarský suchar
- Hořické trubičky
- Lomnické suchary
- Třeboňský kapr
- Pardubický perník
- Chodské pivo
- České pivo
- Znojemské pivo
- Mariánskolázeňské oplatky
- Brněnské pivo, Starobrněnské pivo
- Březnický ležák
- Černá Hora
- Jihočeská Niva
- Jihočeská Zlatá Niva
- Olomoucké tvarůžky
- Karlovarské trojhránky
- Karlovarské oplatky
- Chelčicko — Lhenické ovoce
- Valašský frgál
- Český modrý mák

## Zaručená tradiční specialita (ZTS)
ZTS, zaručená tradiční specialita (Traditional speciality guaranteed, TSG), zaručuje především přesnost receptury, nikoliv značku výrobce. Označení popisuje konkrétní produkt nebo potravinu, které jsou výsledkem způsobu produkce, zpracování nebo složení odpovídajících tradičním postupům pro dotyčný produkt či potravinu nebo jsou vyrobeny ze surovin a přísad, které jsou tradičně používány.
Ze všech chráněných označení původu je značka využívána nejméně. V České republice se toto označení vztahuje na tyto masné výrobky:,
- Tradiční Špekáčky
- Spišské párky
- Tradiční Lovecký salám
- Liptovský salám
- Pražská šunka

## Logo biopotravin
Podle evropské legislativy musejí výrobci biopotravin u všech balených biopotravin vyprodukovaných v rámci Evropské unie uvádět toto logo (tzv. eurolist).

## Některé zahraniční výrobky (CHOP)
- Čabajská klobása - uzenina v Maďarsku.